# 中能取臨時乘降場
中能取臨時乘降場（日语：／ Naka-Notoro karijōkō-ba */?）是位於北海道網走市字能取，日本國有鐵道（國鐵）的湧網線臨時乘降場（廢站）。由於臨時乘降場使用量極少，因此在1972年（昭和47年）2月8日廢除。

## 歷史
- 1956年（昭和31年）1月7日 - 臨時乘降場啟用[1]。
- 1972年（昭和47年）2月8日 - 臨時乘降場廢除。

## 車站構造
截至車站廢除前，車站是一座地面車站，設有1面1線的單式月台。

## 車站周邊
- 國道238號（日语：国道238号）
- 北海道道1087號網走常呂單車徑線（日语：北海道道1087号網走常呂自転車道線）
- 網走巴士（日语：網走バス） 常呂、佐呂間湖榮浦線 「中能取」巴士站

## 現況
在國道旁設有長滿雜草的小道前往乘降場。該小道入口設有網走巴士中能取巴士站之巴士站牌。

## 相鄰車站
日本國有鐵道
湧網線 
能取－中能取臨時乘降場－北見平和

## 注腳
1. 1 2  石野哲（編）. . JTB. 1998: 916. ISBN 978-4-533-02980-6 （日语）.